# Paroxysmale Hemikranie
Die paroxysmale Hemikranie (paroxysmal „anfallsweise“; Hemicrania „Halbkopfschmerz“) ist eine primäre Kopfschmerzerkrankung, bei der es mehrfach pro Tag zu kurzen, starken, einseitigen Schmerzattacken im Bereich des Auges oder der Schläfe kommt. Die Erkrankung gehört zur Gruppe der trigemino-autonomen Kopfschmerzerkrankungen, es treten entsprechend auch autonome Begleitsymptome, wie etwa Augenrötung oder -tränen, Naselaufen oder Schwitzen (jeweils auf der von Schmerzen betroffenen Kopfseite) auf. 

## Epidemiologie
Die paroxysmale Hemikranie gehört zu den seltenen Kopfschmerzerkrankungen, wobei die genaue Prävalenz unbekannt ist. Die Erkrankung beginnt meist zwischen dem 30. und 40. Lebensjahr, Frauen sind wahrscheinlich etwas häufiger betroffen als Männer. Bei der Mehrzahl der Fälle (80 %) liegt die chronische Verlaufsform der Erkrankung (s. u.) vor.

## Ursache
Die Ursache dieser Kopfschmerzerkrankung ist unbekannt.

## Symptome
Die paroxysmale Hemikranie ist durch starke einseitige Schmerzattacken, meist im Bereich des Auges (orbital), über diesem (supraorbital), hinter diesem (retroorbital) oder im Bereich der Schläfe (temporal) gekennzeichnet. Der Charakter der Attacken wird als stechend, bohrend oder klopfend beschrieben. Die einzelnen Attacken dauern 2 bis 30 Minuten und treten mehrfach am Tag auf. Zu den häufigsten autonomen Begleitsymptomen gehören Tränenlaufen, nasale Verstopfung, Augenrötung, Ptosis und Naselaufen (weitere Symptome siehe Diagnosekriterien). Diese treten immer auf der gleichen Seite wie die Schmerzen auf. Die Beschwerden können mit Unruhe und Agitiertheit einhergehen.
Die Symptomatik der paroxysmalen Hemikranie ähnelt damit der eines Clusterkopfschmerzes, bei dem die Schmerzattacken aber mit 15 bis 180 Minuten Dauer deutlich länger sind. Weiterhin fehlt bei der paroxysmalen Hemikranie die tageszeitliche Abhängigkeit der Attacken.

## Diagnose
Die paroxysmale Hemikranie wird gemäß den nachfolgenden Kriterien diagnostiziert. Betroffene sollte von einem Neurologen klinisch untersucht worden sein und eine Bildgebung des Kopfes mittels Magnetresonanztomografie (MRT) erhalten haben, um Kopfschmerzen anderer Ursache auszuschließen. Die erfolgreiche vorbeugende Behandlung mit Indometacin ist obligat für die Diagnose.
Diagnostische Kriterien gemäß der Internationalen Klassifikation von Kopfschmerzerkrankungen (ICHD-3)
- A) Mindestens 20 Attacken, die die Kriterien B bis E erfüllen
- B) Starke einseitig orbital, supraorbital und/oder temporal lokalisierte Schmerzattacken, die 2 bis 30 Minuten anhalten
- C) Einer oder beide der folgenden Punkte:

1. 1) mindestens eines der folgenden Symptome oder Zeichen, jeweils ipsilateral zum Kopfschmerz: 
  1. a) konjunktivale Injektion und/oder Lakrimation
  2. b) nasale Kongestion und/oder Rhinorrhoe
  3. c) Lidödem
  4. Schwitzen im Bereich der Stirn oder des Gesichtes
2. 2) körperliche Unruhe oder Agitiertheit

- D) Die Attackenfrequenz liegt bei >5 pro Tag
- E) Attacken kann durch therapeutische Dosen Indometacin komplett vorgebeugt werden
- F) Nicht besser erklärt durch eine andere ICHD-3-Diagnose

Die Diagnosekriterien unterscheiden zwischen zwei Verlaufsformen:
- Episodische paroxysmale Hemikranie, bei der Schmerz-Episoden mit einer Dauer von 7 Tagen bis 1 Jahr auftreten, die von mindestens 3 Monate andauernden schmerzfreien Episoden unterbrochen werden
- Chronische paroxysmale Hemikranie, bei der Schmerz-Episoden über mehr als ein Jahr auftreten, ohne dass es zu schmerzfreien Episoden kommt bzw. schmerzfreie Episoden kürzer als drei Monate sind.

## Behandlung
Die paroxysmale Hemikranie wird mit Indometacin behandelt. Das Ansprechen auf diese Therapie ist ein diagnostisches Kriterium der Erkrankung (s. o.). Aufgrund des Nebenwirkungsprofils muss die geringste wirksamste Indometacin-Dosis für die Langzeittherapie ausgewählt werden. Zum Schutz vor gastrointestinalen Nebenwirkungen (Blutungen, Ulcera) ist eine Begleittherapie mit einem Protonenpumpenhemmer notwendig.

## Geschichte
Die Erkrankung wurde 1974 von Ottar Sjaastad und Inge Dale erstmals beschrieben.